# Чейс (окръг, Канзас)
Вижте пояснителната страница за други значения на Чейс.
Окръг Чейс (на английски: Chase County) е окръг в щата Канзас, Съединени американски щати. Площта му е 2015 km², а населението - 3070 души. Административен център е град Котънуд Фолс.